# Jack Leonard
Pour les articles homonymes, voir Leonard.
Jack Leonard est un scénariste et un chanteur de jazz américain né le 6 janvier 1913 à San Francisco (Californie) et mort le 9 janvier 1954 à Los Angeles (Californie).

## Filmographie

### Cinéma
- 1940 : Haunted House de Robert F. McGowan
- 1950 : Fureur secrète de Mel Ferrer
- 1951 : Fini de rire de John Farrow et Richard Fleischer
- 1952 : La Femme sans loi de William A. Wellman
- 1952 : L'Énigme du Chicago Express de Richard Fleischer
- 1953 : Le Mystère des Bayous de Joseph H. Lewis
- 1953 : J'ai vécu deux fois (en) de Lew Landers
- 1955 : Les Maraudeurs (en) de Gerald Mayer
- 1955 : Les Îles de l'enfer de Phil Karlson
- 1957 : Livré au bourreau de Sidney Franklin Jr. et Carl K. Hittleman
- 1990 : Le Seul Témoin de Peter Hyams

### Télévision
- 1953 : Letter to Loretta (1 épisode)
- 1955 : Soldiers of Fortune (1 épisode)
- 1956 : Lux Video Theatre (1 épisode)

## Nominations
- Oscars du cinéma 1953 : Oscar de la meilleure histoire originale pour L'Énigme du Chicago Express